# Kakutsa Cholokashvili
Kaikhosro Cholokashvili, detto Kakutsa (in georgiano ქაიხოსრო [ქაქუცა] ჩოლოყაშვილი?; in russo Кайхосро [Какуца] Чолокашвили [Челокаев]?; Matani, 14 luglio 1888 – Passy, 27 giugno 1930), è stato un militare georgiano.

## Biografia
Nacque da una nobile famiglia, Cholokashvili era un ufficiale servente dell'esercito imperiale russo durante la prima guerra mondiale. Dopo la rivoluzione russa del 1917, servì nelle Repubblica democratica della Georgia. Dopo la rottura della repubblica, causata da un'invasione nel 1921, combatté in una guerriglia nella provincia di Kakheti. Dopo una ribellione anti-sovietica del 1924, fuggì in Francia dove morì di tubercolosi nel 1930. I suoi resti furono bruciati, e deposti nel cimitero di Leuville.